# Hans Maaßen
Hans Maaßen (* 1. Juli 1921; † 8. Februar 1980) war ein deutscher Fußballspieler. Der Defensivspieler hat beim Bremer SV von 1947 bis 1955 in der Fußball-Oberliga Nord 205 Ligaspiele absolviert und 15 Tore erzielt.

## Karriere

### Vereine
Maaßen gehörte dem Berliner SV 1892 an, für den er in der Saison 1942/43 in der Gauliga Berlin-Brandenburg, eine von zunächst 16, später auf 23 aufgestockten Gauligen zur Zeit des Nationalsozialismus als einheitlich höchste Spielklasse im Deutschen Reich als Mittelfeldspieler Punktspiele bestritt. Am Saisonende gewann er mit der Mannschaft als Neuling die Gaumeisterschaft; mit diesem Erfolg war sie auch in der Endrunde um die Deutsche Meisterschaft vertreten. Nachdem er am 2. Mai 1943 im Berliner Stadion am Gesundbrunnen beim 2:2-Unentschieden gegen den LSV Pütnitz debütierte, kam er eine Woche später im Wiederholungsspiel beim 4:3-Sieg in Stettin erneut zum Einsatz. Sein letztes Endrundenspiel bestritt er mit dem Achtelfinale, das am 16. Mai 1943 im Berliner Poststadion mit 0:2 gegen Holstein Kiel verloren wurde.
Nach dem Ende des Zweiten Weltkriegs spielte er für den Bremer SV in der 1947 gegründeten Oberliga Nord. Von 1947 bis 1955 gehörte seine Mannschaft der höchsten deutschen Spielklasse an, musste jedoch in seiner letzten Saison als Vorletzter von 16 Mannschaften in die Amateurliga Bremen absteigen. Mit einem Punkt Rückstand zu den punktgleichen Mannschaften vom VfL Wolfsburg, Göttingen 05 und Arminia Hannover, welche jeweils 24:36 Punkte vorzuweisen hatten, rangierte der Bremer SV 1954/55 auf dem 15. Rang mit 23:37 Punkten und stieg damit in das Amateurlager ab. Am letzten Spieltag, den 1. Mai 1955, verabschiedete sich der Bremer SV mit einem 3:1-Heimerfolg gegen den VfL Osnabrück aus der Oberliga Nord. Maaßen hatte als Mittelläufer im damaligen WM-System mit den zwei Außenläufern Manfred Rock und Herbert Bayer die tragende Läuferreihe gebildet. Der Abwehrchef der Blau-Weißen trat beim BSV unter den Trainern Arthur Schütz (1947–49) und Curt Reicherdt (1949–55) an und hatte Mitspieler wie Torhüter Hans Stephan, Karl-Heinz Preuße, Oskar Kurzawski, Erwin Mill, Armin Merz, Hans Pühl, Erich Hänel, Manfred Rock, Werner Erdmann, Herbert Bayer und Rolf Martens an seiner Seite. In seinen letzten beiden Spielzeiten bestritt er 59 Punktspiele, in denen er drei Tore erzielte. Der Elfmeterspezialist erzielte etliche seiner 15 Tore für den BSV vom Punkt.

### Auswahl-/Nationalmannschaft
Als Spieler der Gauauswahlmannschaft Berlin-Brandenburg nahm er am Wettbewerb um den Reichsbundpokal teil. Nachdem seine Mannschaft über das Achtel- und Viertelfinale das Halbfinale erreicht hatte, kam er sowohl am 7. September 1942 im Berliner Poststadion gegen die Gauauswahlmannschaft Nordmark zum Einsatz als auch am 27. September 1942 im Wiederholungsspiel im Hamburger Stadion Hoheluft, das mit 1:4 verloren wurde, nachdem die erste Begegnung mit 1:1 n. V. keinen Sieger gefunden hatte.

## Erfolge
- Gaumeister Berlin-Brandenburg 1943